# 博葛禮鎮區
博葛禮鎮（緬甸語： [bòɡəlé mjo̰nɛ̀]）為緬甸伊洛瓦底省皮亞朋縣的行政區。2014年人口322,665人，區域面積2,023.2平方公里。博葛禮為該鎮之行政中心。
2008年5月，該鎮的博葛禮受到特强气旋风暴纳尔吉斯的影響，造成36,325人死亡或失蹤。

## 行政區劃
2008年8月8日，博葛禮鎮加入2個從皮亞朋鎮移至此鎮的村莊—Kadonkani村以及Ayeyar村。截至2009年3月，博葛禮鎮下分71村組以及589村莊。其他行政區劃已於2009年8月5日調整。

## 外部連結
- "Bogale Township, Ayeyarwady Division"[永久] map ID: MIMU154v02, created: 1 July 2010, Myanmar Information Management Unit (MIMU)
- "Bogale Google Satellite Map" （页面存档备份，存于） Maplandia World Gazetteer